# Enni
Quint Enni (llatí: Quintus Ennius; Rudiae, 239 aC-169 aC) va ser un poeta i dramaturg romà, conegut sobretot pels seus Annals. Va viure durant l'època de la República Romana, i la seva obra abraça l'èpica, la tragèdia i la comèdia. A més a més, introduí la poesia didàctica, l'encomi i la sàtira en la poesia llatina.

## Biografia
Enni va néixer a la població de Rudiae (identificada avui amb unes restes arqueològiques dins l'actual municipi de Lecce, a la regió de la Pulla) al 239 aC, quan ja feia un any des de la primera representació dramàtica llatina. Va pertànyer a una important família messàpia i per això va rebre una acurada formació, sobretot en filosofia i retòrica. L'escriptor romà parlava quatre llengües: l'osc, el grec i el llatí, a més de la seva llengua materna, el messapi. Va ser educat sobretot en retòrica i filosofia, i a la ciutat de Tarent va entrar en contacte amb el drama grec.
En època de la Segona Guerra Púnica, i coincidint amb la seva majoria d'edat, Enni va prestar servei militar a Sardenya, amb les tropes auxiliars romanes. Probablement, allí va conèixer Cató el Vell, que tornava de les seves incursions a l'Àfrica. Aquest, impressionat pel talent i els dots d'Enni, el portà amb ell a Roma i així l'inculcà personalment els valors romans tradicionals, a més va ser un dels que va seguir amb la tradició grega a Roma. Un cop a la ciutat, Enni es va dedicar a l'ensenyament, tal com Livi Andronic també havia fet abans amb ell. Comenta obres gregues i llatines compostes per ell mateix. Escrits sobre lletres de l'alfabet i sobre síl·labes, sobre metres i sobre disciplina augural que circulaven sota el seu nom ja eren considerats espuris en l'antiguitat. Encara que vivia de manera humil a l'Aventí, Enni va aconseguir relacionar-se amb molts membres de cercles hel·lenitzants de l'aristocràcia romana, com Escipió l'Africà, Escipió Nasica i Marc Fulvi Nobílior, entre d'altres. Aquest darrer es convertí en el seu patró, després que Enni l'acompanyés com a herald seu en la campanya d'Etòlia l'any 189 aC. Pocs anys després (184 aC), Marc Fulvi Nobílior, fill de l'anterior, li atorgaria la ciutadania romana. Les empreses d'Escipió l'Africà van ser celebrades per Enni en el seu poema Scipio i més tard en els Annales. Esdeveniments contemporanis es reflecteixen en els Annales, així com en els drames històrics.
A partir d'una broma urbana de les Saturae, s'ha deduït que Enni patia de gota; tot i així, no hi ha res que justifiqui que morís d'aquesta malaltia. Va morir l'any 169 aC, poc després de veure representada la seva tragèdia Thyestes en els Jocs Apol·linars. Van portar les cendres a la seva pàtria, i a la cripta sepulcral dels Escipions es va col·locar una estàtua d'Enni.

## Obra
Enni va conrear diferents gèneres literaris:
- Èpica: Annales. És un poema èpic històric que va escriure en edat madura. Els últims llibres, els va escriure en els seus tres o quatre darrers anys de vida; per tant, el poema, el va començar l'any 179 aC aproximadament. Ell mateix va dividir l'obra en 18 llibres. Els fets estan narrats cronològicament, exceptuant la primera Guerra púnica, que la va narrar Nevi. La rellevància d'aquest poema és que està escrit en hexàmetres, ja que mai abans cap autor llatí havia començat a escriure en aquest tipus de vers, sinó que s'escrivia en saturnis.
- Tragèdies: Achilles, Aiax, Alc(u)meo, Alexander, Andromacha, Andromeda, Athamas, Cresphontes, Erectheus, Eumenides, Hectoris lytra, Hecuba, Iphigenia, Medea, Melanippa, Nemea, Phoenix, Telamo, Telephus, Thyestes.
- Praetextae: Ambracia, Sabinae.
- Comèdies: Cupiuncula, Pancratiastes.
- Diverses: Epicharmus, Epigrammata, Euhemerus, Hedyphagetica, Protrepictus, Satura, Scipio.